# Upravljanje ljudskim resursima (ekonomija)
Upravljanje ljudskim resursima (engl. human resource management, HRM) najčešće se danas naziva disciplina koja se bavi svestranim sagledavanjem problematike upravljanja ljudskim resursima u poduzeću - od planiranja potreba za njima, njihova pribavljanja i optimalnog raspoređivanja, vođenja i motiviranja, do njihove zaštite i unaprijeđivanja. 
Upravljanje poduzećem znači svakako i upravljanje ljudima. Menadžment (kao aktivnost) općenito može biti definiran kao povezivanje na optimalan način materijalnih i ljudskih faktora kojima poduzeće raspolaže, a s ciljem postizanja optimalnih (maksimalnih) proizvodnih i ekonomskih rezultata.

## Upravljanje ljudskim resursima i okruženje poduzeća
- Okruženje poduzeća i HRM: ljudi koji rade u poduzeću nalaze se između utjecaja vanjskog okruženja i unutrašnjih ciljeva i zahtijeva poduzeća. Upravo je zadatak HRM da svojom aktivnošću postigne da se na najbolji način iskoriste snage i resursi kojima poduzeće raspolaže za ostvarenje svojih ciljeva.

- Organizacija i oblikovanje rada: danas se sve više zastupa teza da organizaciju poduzeća (organizaciju rada u poduzeću - preciznije organizacijsku strukturu) treba prilagoditi ljudima kojima poduzeće raspolaže, odnosno njihovim karakteristikama, a ne obrnuto (ne prilagođavati ljude organizaciji).

- Participativni menadžment: upravljanje suvremenim poduzećem umjesto upravljanja ljudima, trebalo bi više biti suupravljanje - ljude treba uključivati u sve faze: od planiranja, preko odlučivanja, do izvršenja i kontrole. Time se postiže njihova veća motiviranost, inicijativa i kreativnost, te ukupno povećava produktivnost i rezultati.

- Organizacijska kultura: snaga organizacijske kulture i njena usklađenost s organizacijskom strukturom i strategijom bitna je poluga uspješnog funkcioniranja poduzeća. A upravo aktivnosti u domeni HRM tijesno su vezane s organizacijskom kulturom: s jedne strane o njoj ovise, a s druge strane je kreiraju.